# Leptorhethum anustatum
Leptorhethum anustatum är en tvåvingeart som beskrevs av Aldrich 1893. Leptorhethum anustatum ingår i släktet Leptorhethum och familjen styltflugor. Inga underarter finns listade i Catalogue of Life.